# Anders Gustaf Ljungström

Takmålning av A.G. Ljungström i Dalum kyrka

Anders Gustaf Ljungström, född 5 december 1825 i Sandhems socken, Mullsjö kommun, Jönköpings län, död 10 augusti 1913  i Nykyrka församling, Skaraborgs län, begravd på Sandhems kyrkogård, var konstnär och dekorerade under andra halvan av 1800-talet en stor mängd kyrkor i Västergötland med takmålningar och altartavlor. Konstnären var kusin till den mera kände Claes Johan Ljungström.

## Biografi
A.G. Ljungström utbildades på 1850-talet i Stockholm på Tekniska skolan och Konstakademien där bland andra Fredric Westin och F.W. Scholander var hans lärare. Den senare kom ofta att rekommendera Ljungström för målningsuppdrag i kyrkor i Västergötland. Ljungströms konst är präglad av nyklassicismen och Düsseldorfskolan.
Efter studietiden återvände Ljungström till Sandhem där han köpte en gård och bildade familj, han fick med tiden fem barn. Han hade sin ateljé på gården men kunde vara borta flera veckor i sträck på målningsuppdrag i kyrkor. Ljungström tillverkade även tapeter, slöjdade möbler, tillverkade trädetaljer till kyrkorna, samt gjorde sina egna ramar.

## Konstnärskap
Vanliga motiv på hans altartavlor var Kristi Himmelsfärd, Kristi förklaring, Jesu bergspredikan, eller nattvarden. Ofta går det att identifierbara tydliga förebilder till hans kompositioner och många motiv återkommer på flera olika platser. Han återger något naiva ansikten men är skicklig på att återge draperade kläder. Förutom altartavlor så målade han ofta direkt på väggar och tak, med så kallad al secco-teknik. Ofta draperade figurer mot en molnhimmel i gråblå och blekrosa nyanser, omgivna av textband. Treenighetsmotiv återkommer. Totalt så arbetade han i ett 60-tal kyrkor i framför allt östra Västergötland.
Ljungström restaurerade även många äldre kyrkomålningar och har då, enligt vad som då var accepterat, målat om och lagt till en hel del. I till exempel Kungslena och Vättaks kyrkor har han restaurerat Johan Risbergs målningar från mitten av 1700-talet.
Även om det inte är det som han är känd för så utförde Ljungström även profant stafflimåleri, framförallt porträtt. I den mån det är känt och bevarat finns det nu i Sandhems-trakten och hos hans ättlingar. Han anses även vara den som utfört illustrationer till en del av Claes Johan Ljungströms publikationer.